# Gare d'Avelgem
La gare d'Avelgem, (en néerlandais : station Avelgem), est une gare ferroviaire belge, fermée et désaffectée, des lignes 83, de Courtrai à Renaix et 85, de Leupegem à Herseaux. Elle est située à Avelgem dans la commune du même nom, dans la province de Flandre-Occidentale en région flamande.
Mise en service en 1869, elle perd ses dessertes voyageurs puis est totalement fermée en 1975.

## Histoire
La gare d'Avelgem est mise en service le 1er juin 1869, lors de l'ouverture à l'exploitation de la ligne de Courtrai à Renaix (actuelle ligne 83) par la Compagnie du chemin de fer de Braine-le-Comte à Courtrai. Composante de la Société générale d'exploitation de chemins de fer, elle sera nationalisée le 1er janvier 1871. L’État belge ne réalisera jamais le reste de la ligne vers Braine-le-Comte.
Avelgem se retrouve au centre d'un nœud ferroviaire avec la réalisation de la section d'Avelgem à Herseaux, le 1er décembre 1881, et de celle de Leupegem à Avelgem, le 2 octobre 1890, de l'actuelle ligne 85.
Le trafic des voyageurs est suspendu sur toute la ligne 85 le 2 août 1959 et disparaît à son tour de la ligne 83 le 20 mars 1960 ; celui des marchandises disparaît à la même époque sur les sections Avelgem-Knokke et Avelgem-Renaix (ligne 83) ainsi qu'Avelgem-Herseaux (ligne 85).
Avelgem conserve une desserte marchandises jusqu'en 1975 lorsque l'ultime section de ligne (Ruien-Avelgem) est fermée à son tour.

## Patrimoine ferroviaire
Le premier bâtiment de la gare, identique à toutes les gares de la compagnie privée du Chemin de fer de Braine-le-Comte à Courtrai a été détruit par les Allemands à l'issue de la Première Guerre mondiale. Les autres gares de ce type ont disparu après la fermeture aux voyageurs.
L'architecte P. Ongenae fut chargé de réaliser le grand bâtiment de remplacement, au style typique des gares de la reconstruction. Il est doté d'un corps de logis à deux niveaux et d'une très longue aile basse, dotée de deux grandes lucarnes sous toiture transversale et de six travées triples (dont une sous chaque lucarne) et trois simples (deux d'entre-elles sont remplacées par un porche côté rue), ainsi que deux chiens-assis. La façade est en brique rouge avec des bandeaux de pierre de taille.
Désaffecté depuis 1975, le bâtiment est désormais classé et occupé par la croix rouge et des services communaux. Une gare routière et un parking ont remplacé les voies.

## Galerie de photographies

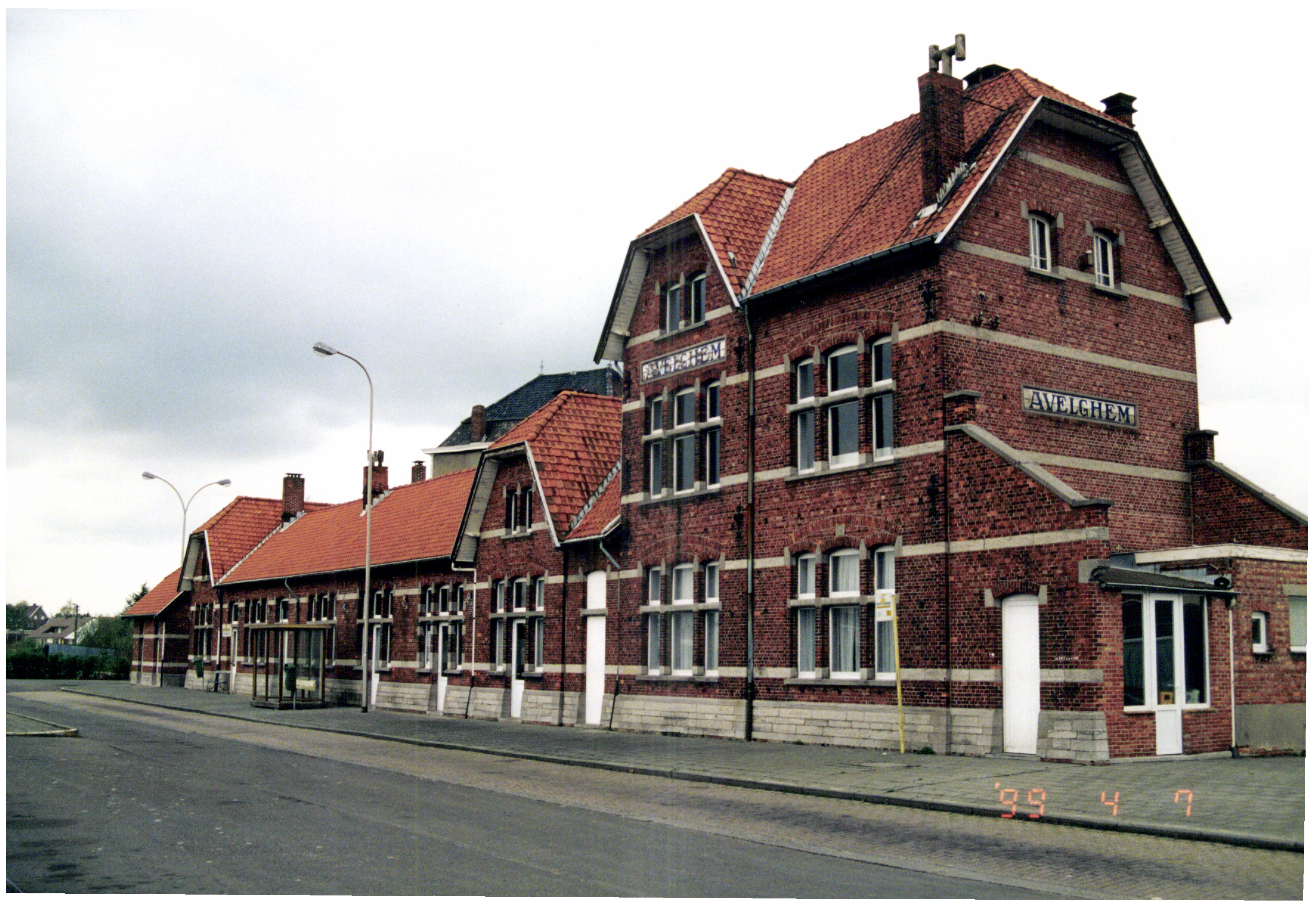
Côté voies.
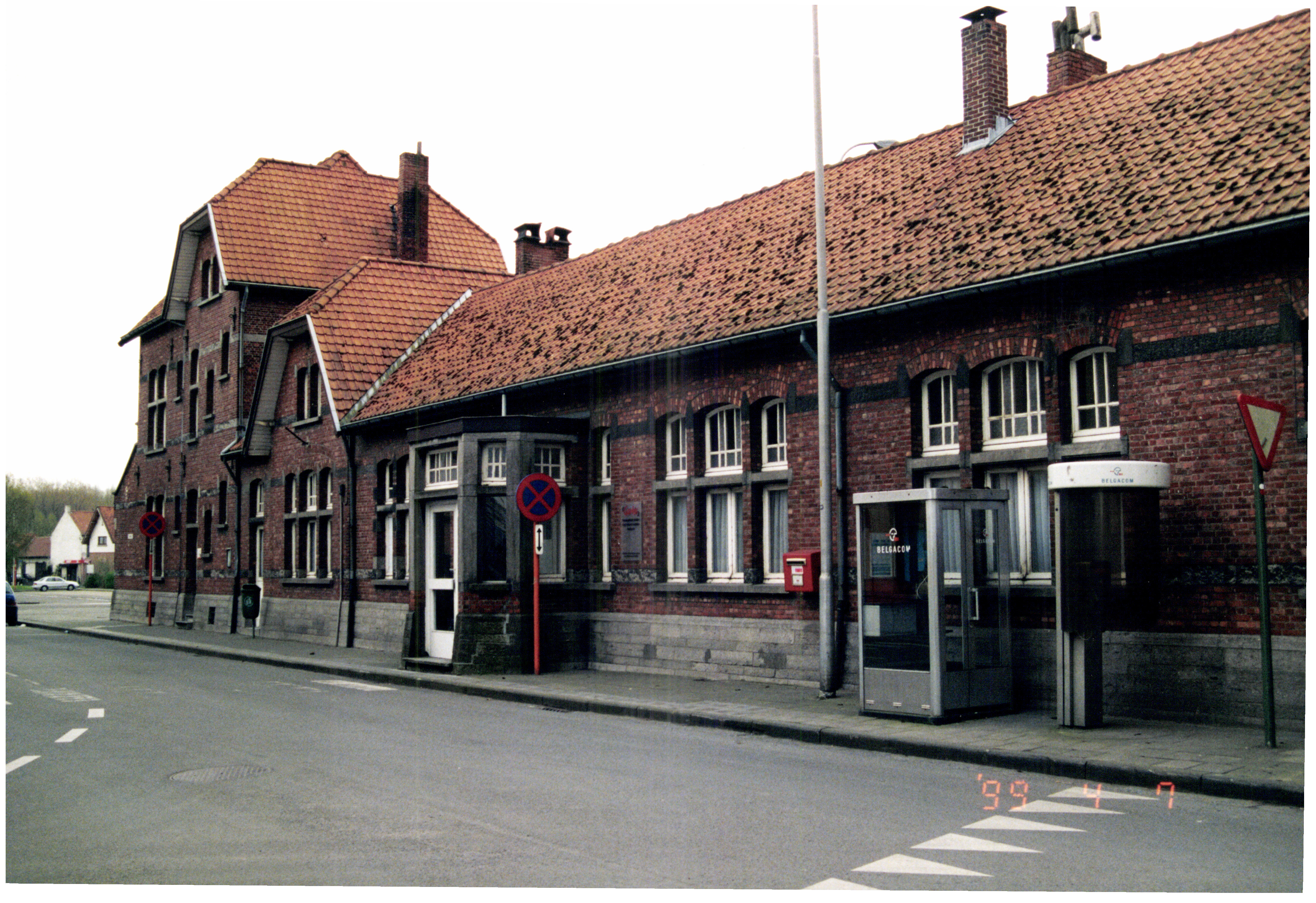
Côté rue.
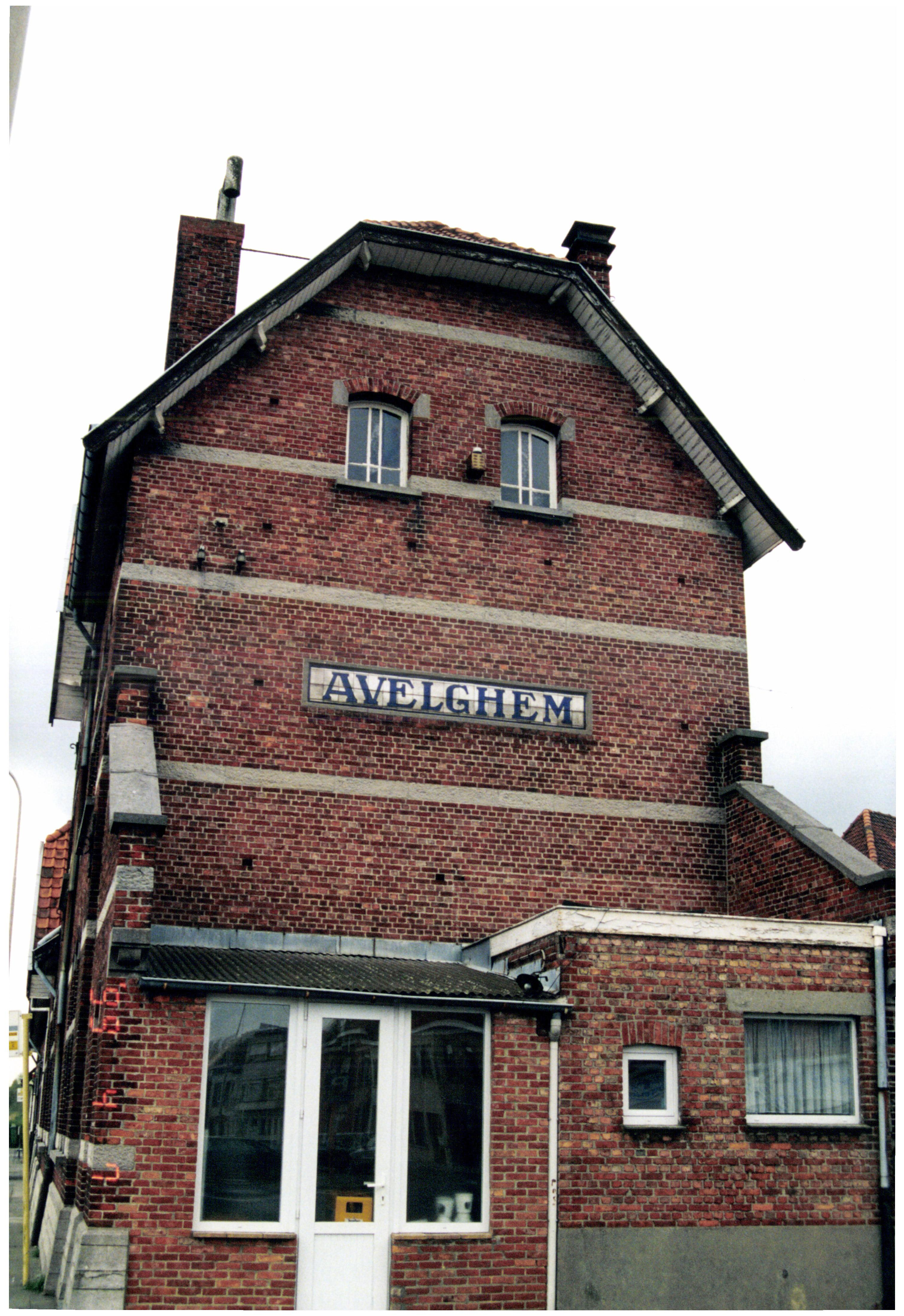
Pignon.
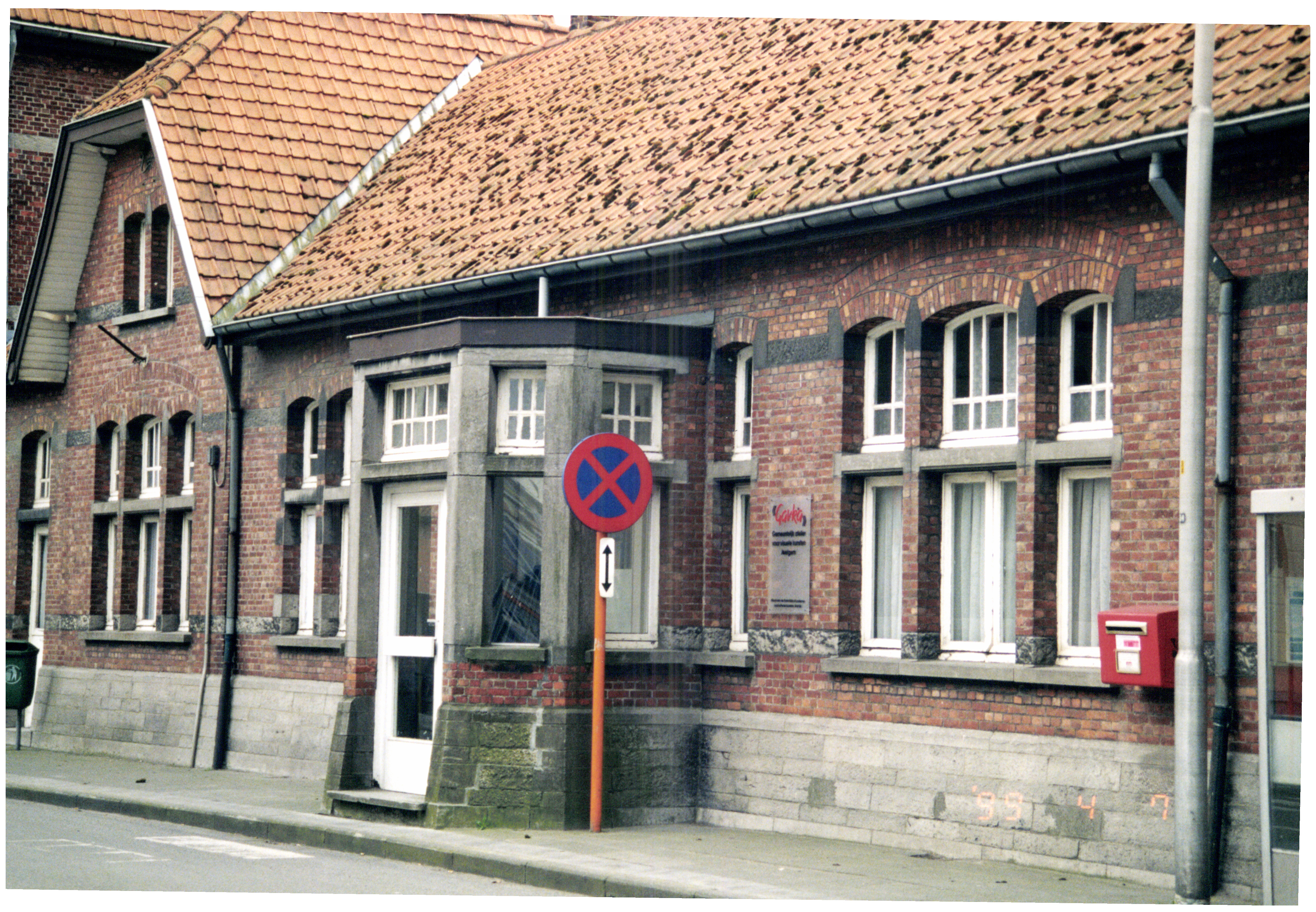
Porche d'entrée.
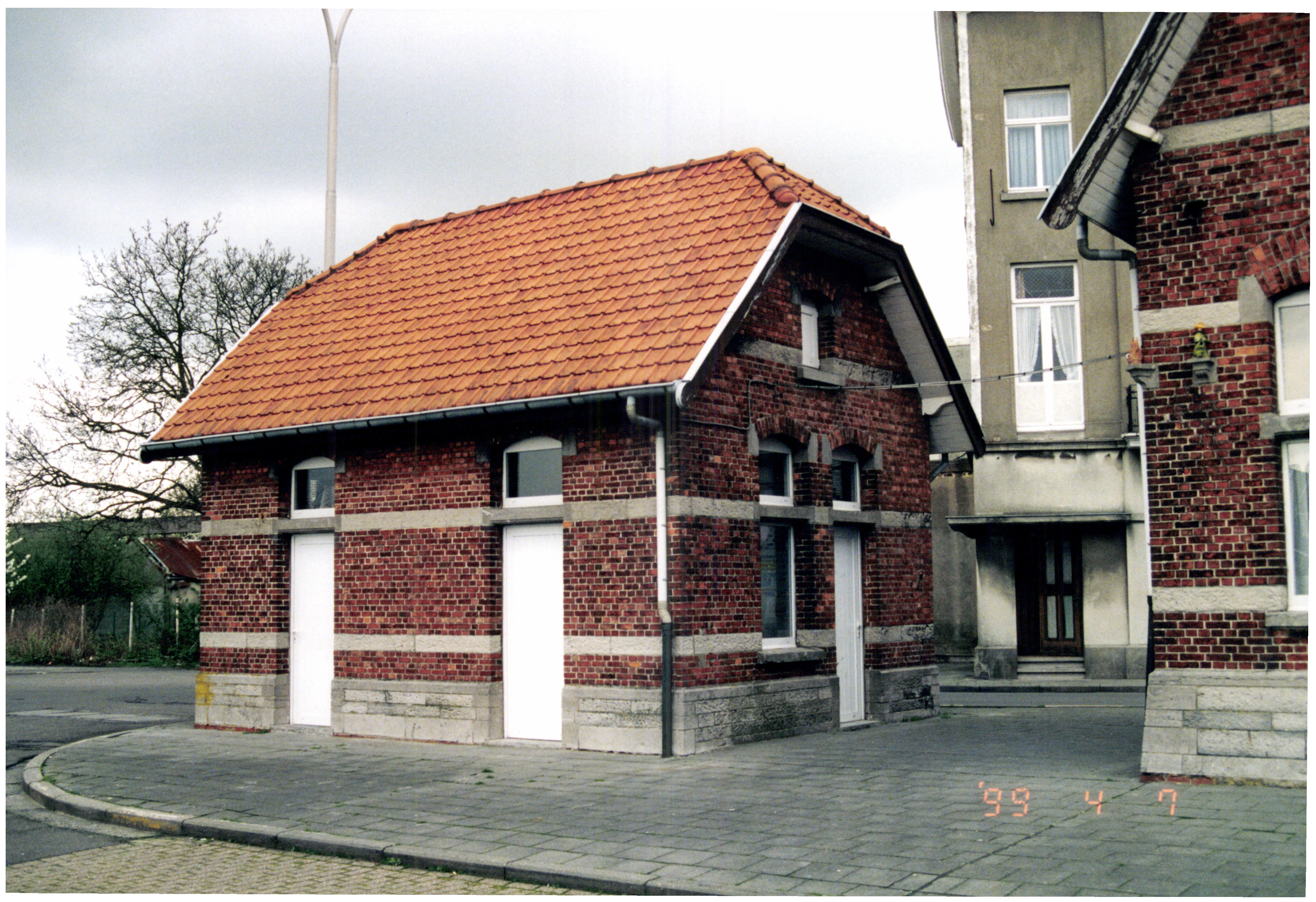
Anciennes toilettes.
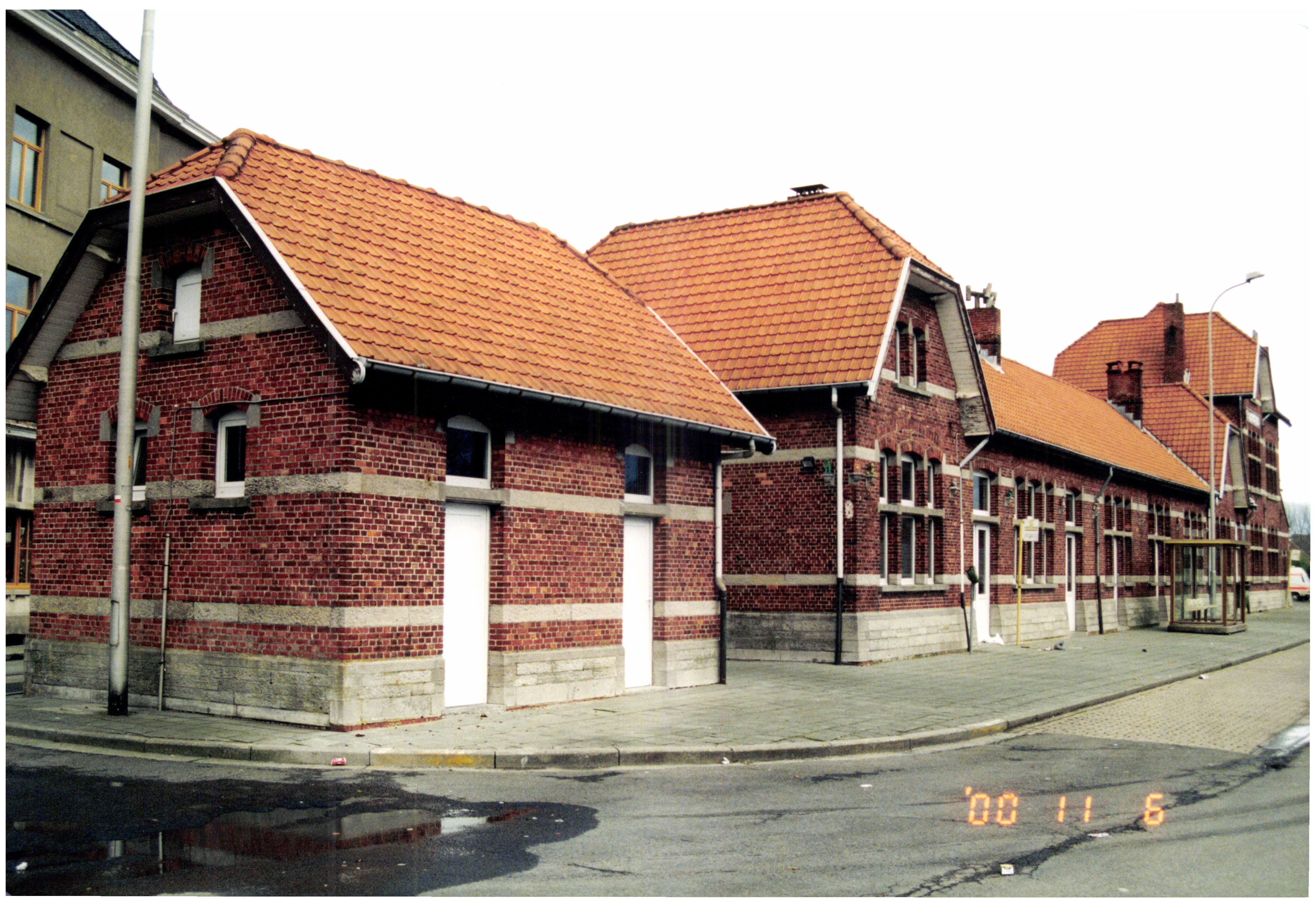
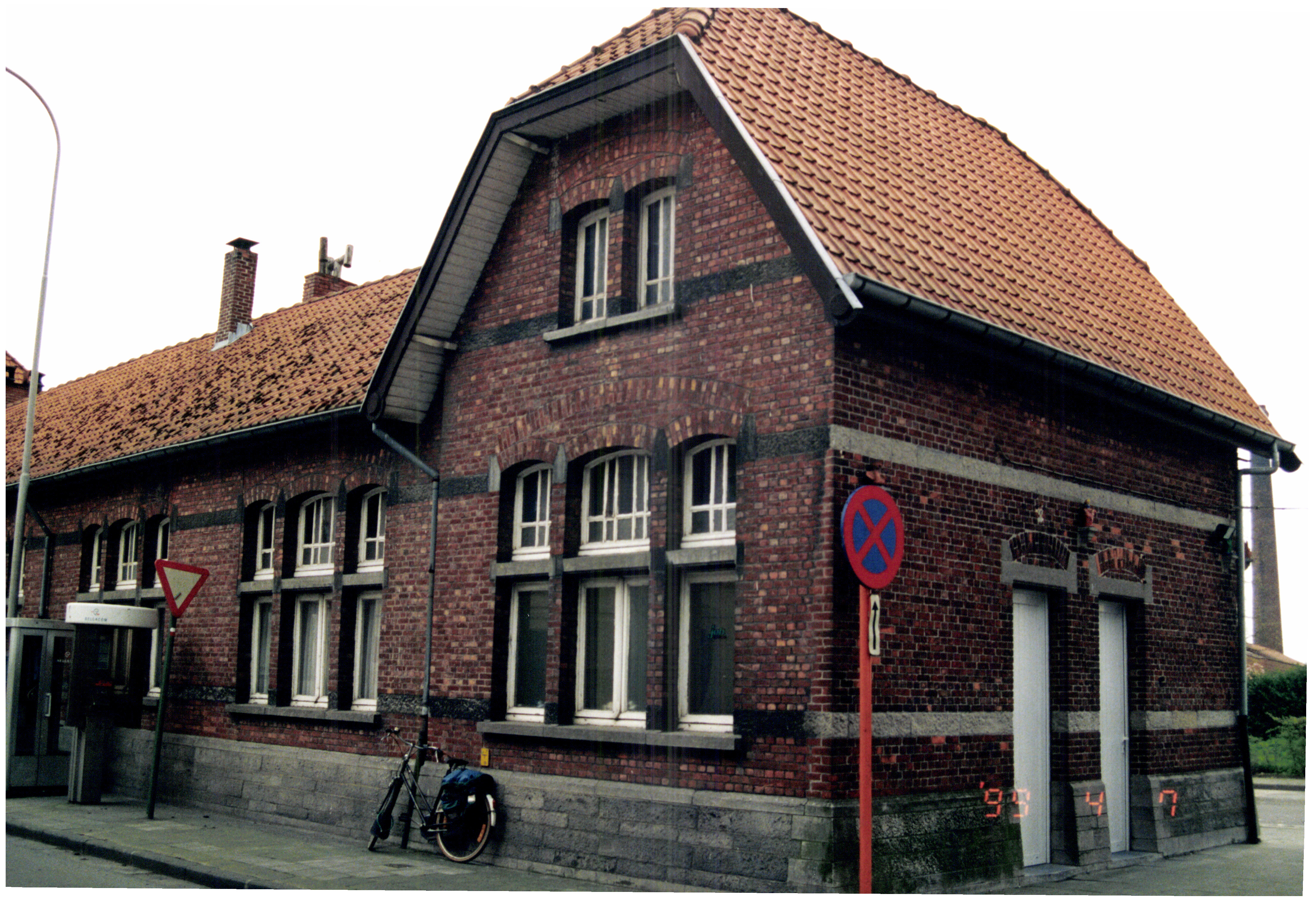
Détails de la façade.